# Piper permolle
Piper permolle är en pepparväxtart som beskrevs av Trel. & Yunck.. Piper permolle ingår i släktet Piper och familjen pepparväxter. Inga underarter finns listade i Catalogue of Life.